# Espelhos d'Água
Espelhos D'água é uma canção da cantora brasileira Patricia Marx. Trata-se de uma faixa lançada em 1995, na trilha sonora da novela Malhação da Rede Globo, que foi um grande sucesso entre o público jovem. Devido ao sucesso da faixa, o álbum de Patricia lançado em 1994, Ficar com Você, foi relançado e incluiu "Espelhos D'água" como faixa-bônus, tornando-se a faixa de número um do álbum.
Em 1995, quando Patricia lançou seu álbum "Quero Mais", mais uma vez a canção entrou como bônus, sendo a faixa de número onze do disco.
A faixa foi composta pelo cantor Dalto, junto com Cláudio Rabello, e chegou a ser regravada pelo cantor de samba Jorge Aragão. Dalto gravou a canção em seu álbum de 1983 chamado "Pessoa".
Em Fevereiro de 2013, Patricia relança a faixa no formato digital no iTunes, com nova roupagem e a participação especial do cantor Seu Jorge. A faixa faz parte do álbum Trinta, em comemoração aos 30 anos de carreira da cantora.
A versão do iTunes do álbum Trinta ainda vem com mais uma versão da faixa: a versão "Radio Mix" do dueto com Seu Jorge.
O single na versão do dueto também foi lançado em formato de disco de vinil no Japão.

## Versões da faixa
- Espelhos d'Água (Versão do álbum Ficar com Você, de 1995)
- Espelhos d'Água (Versão do álbum Trinta, de 2013 (dueto com Seu Jorge)
- Espelhos d'Água (feat. Seu Jorge) [Radio Mix] (Faixa-bônus do iTunes)

## Histórico de lançamento
| País   | Data                    | Formato                | Gravadora           | Edição(ões) |
| ------ | ----------------------- | ---------------------- | ------------------- | ----------- |
| Brasil | 04 de fevereiro de 2013 | download digital       | LAB 344             | Single      |
| Japão  | 09 de junho de 2013     | CD LP download digital | LAB 344 SoundFinder | Single      |